# GB Group
Die GB Group (früher Ghabbour Group) ist der größte ägyptische Fahrzeughersteller mit Sitz in Kairo. Es werden rund 150.000 Einheiten pro Jahr produziert.
Die Ghabbour Group hat folgende Tochterfirmen: GB Auto, GB Capital, GB Logistics, GB Ventures, GB Academay und die Ghabbour Foundation. Die GB Auto ist die größte Tochterfirma.
Im Jahr 2024 wurde das Unternehmen auf Platz 19 der Forbes-Liste der 50 wertvollsten Unternehmen in Ägypten geführt.

## Geschichte
In den 1940er Jahren gründeten Sadek und Kamal Ghabbour ein familiengeführtes Handelsunternehmen mit dem Namen Ghabbour Brothers. Es handelte mit Produkten für die Automobilindustrie, Baumaterialien, Haushaltsgeräten und Elektronik.
Eingeführt wurden Fahrzeuge der Marken Chevrolet, Buick und Cadillac. Im Jahr 1960 wurde GB Auto gegründet. In den 1970er Jahren begann die Firma, sich Lizenzen von den weltweit führenden Zulieferern zu sichern. 1993 unterzeichnet GB Auto einen Vertrag mit der Hyundai Motor Group. Dieser sah GB als alleinigen Vertriebspartner in Ägypten vor.
GB Auto ging im Jahr 2007 an die Börse. Der Börsengang brachte 1,2 Milliarden EPG ein. 2008 wurde ein Joint Venture mit Marcopolo, einem in Brasilien ansässigen globalen Bushersteller, abgeschlossen. Es war vorgesehen, eine Produktionsstätte in Sues zu errichten, in der das Joint Venture Busse für das Inland und den Export herstellt. Das Werk war auch dazu gedacht, die Modellpalette der Volvo Trucks auszubauen. Das erste Produkt aus dem neuen Werk war der Volvo B9R Oreon. Im gleichen Jahr gründete GB eine Finanzierungsleasinggesellschaft, die als GB Lease firmierte.
2009 gründete GB Auto ein Joint Venture für den Vertrieb von Anhängern in Algerien und Mashroey, ein mehrheitlich im Besitz sich befindendes Micropayments-Joint-Venture zur Finanzierung des Kaufs von Motorrädern und Dreirädern des indischen Herstellers Bajaj Auto. Diese Fahrzeuge wurden auch von GB Auto hergestellt. Im Jahre 2010 Auto schloss die Firma eine Exklusivvereinbarung über den Import und Vertrieb von Fahrzeugen der Marke Mazda in Ägypten ab. Daneben wurde eine Vereinbarung unterzeichnet, die GB als exklusiven Vertriebspartner für Pkw-, Lkw-, Bus- und Baumaschinenreifen der Firma Yokohama in Ägypten vorah.
2012 kündigte das Unternehmen eine strategische Partnerschaft mit Geely Automobile Holding Ltd. aus China an, die GB Auto die Montage von Completely Knocked Down Cars (CKD) in Ägypten und den Vertrieb in der MENA-Region, beginnend mit dem ägyptischen Markt, ermöglichen sollte. Ebenfalls wurde ein Vertrag mit Iveco Irisbus unterschrieben, um exklusiver Vertriebspartner von Iveco-Busfahrgestellen in Ägypten zu werden.
2013 erwarb GB das Exklusivrecht für den Vertrieb von Goodyear-Reifen in Algerien mit Potenzial der Ausweitung auf andere Märkte in Nordafrika. 2014 wurde das Geschäft mit Gebrauchtwagen aufgenommen. GB hatte 2016 Ausschreibungen für 260 Busse für den öffentlichen Nahverkehr in Ägypten gewonnen und brachte seinen eigenen Markenreifen mit dem Namen Verde auf den Markt. 2019 wurde die Produktion des Chery „Arrizo 5“ in Abu Rawash aufgenommen. Ein Jahr später wurde der neue Chery Tiggo 7 1.5 Turbo auf den Markt gebracht.

## Modellübersicht

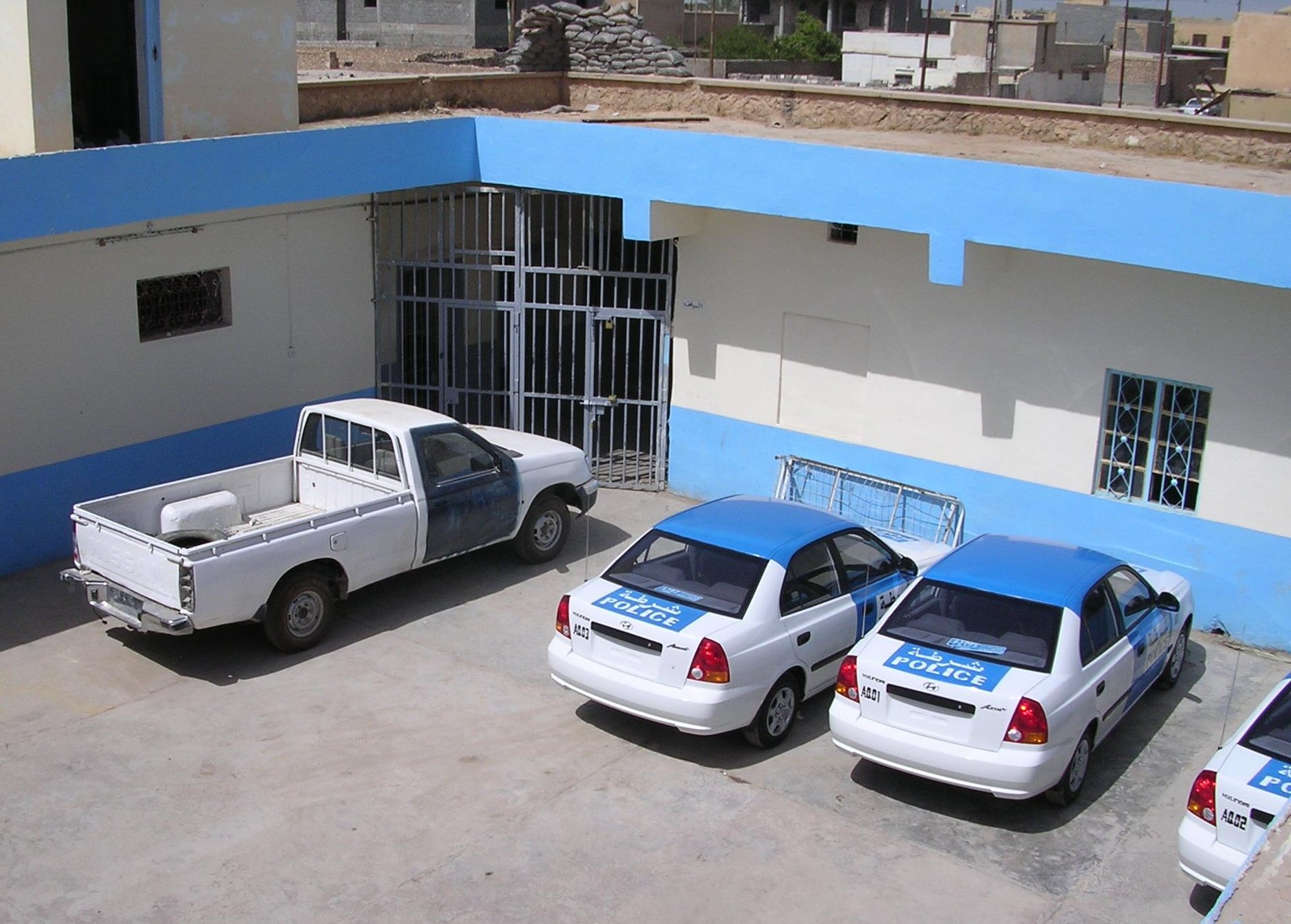
Mehrere Hyundai Accents in der irakischen Polizeiausführung aus Herstellung der Ghabbour Group. Links daneben ein Isuzu Rodeo.

### Chevrolet
- Chevrolet Tahoe

### Mitsubishi Fuso
- Mitsubishi Canter
- Mitsubishi Cruiser
- Mitsubishi Eagle
- Mitsubishi FP
- Mitsubishi FV
- Mitsubishi Rosa

### Hyundai
- Hyundai Accent
- Hyundai Accent Sport
- Hyundai Atos Prime
- Hyundai Elantra
- Hyundai Elantra SE
- Hyundai Getz
- Hyundai H-1
- Hyundai H-1 Van
- Hyundai H100 Pick-up
- Hyundai i30
- Hyundai i30 CW
- Hyundai Matrix
- Hyundai Nova
- Hyundai Santa Fe
- Hyundai Sonata
- Hyundai Tucson ix35
- Hyundai Verna
- Hyundai Verna Star
- Hyundai Verna Viva

### Volvo Trucks
- Volvo B9R Oreon
- Volvo FH
- Volvo FL6
- Volvo FM
- Volvo Splendido (B12B Bus des Types GVW)

## Aktionärsstruktur
| Aktionär       | Anteil am Grundkapital |
| -------------- | ---------------------- |
| Gabbour Family | 63,4 %                 |
| Streubesitz    | 34,05 %                |